# Psychic Detective Series Vol. 3: Aya
Psychic Detective Series Vol. 3: Aya (サイキック・ディテクティブ・シリーズ Vol.3 アヤ) est un jeu vidéo d'aventure sorti en 1990 sur FM-Towns, PC-98, PC Engine, Windows et Mega-CD. Le jeu a été développé par DAPS et édité par Data West.
Il a pour suite Psychic Detective Series Vol. 4: Orgel.